# Olympiaschanze

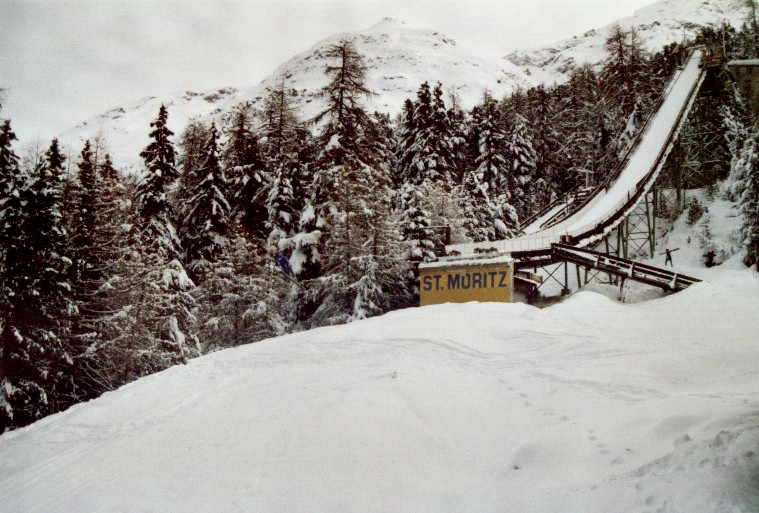
Olympiaschanze, St. Moritz 2002

Olympiaschanze (svenska: Olympiabacken) är en hoppbacke i St. Moritz i kantonen Graubünden i Schweiz. Backhoppningstävlingarna under olympiska spelen 1928 och 1948 arrangerades här. Junior-VM arrangerades i backen 1998. Backen har K-punkt 95 meter. Anläggningen, som också har tre mindre backar (K61, K38 och K15), används ofta under träning tidigt i säsongen på grund av goda snöförhållanden då. Backen ligger ungefär 1800 meter över havet.

## Historia
Det har varit backhoppningsverksamhet i St. Moritz sedan 1890-talet. 1905 byggdes hoppbacken Julierschanze i St. Moritz. Då St. Moritz tilldelades olympiska vinterspelen 1928, byggdes Olympiaschanze i förorten St. Moritz Bad. Hoppbacken stod klar 1926 med K-punkt 70 meter och invigdes 20 januari 1927. Backen moderniserades och utbyggdes till olympiska spelen 1948. Senare har backen moderniserats 1965, 1974, 1990 och 1993. Olympiaschanze användes i världscupen från 1980 till 1992. Senare har backen använts i kontinentalcupen och i FIS-cupen. Junior-VM 1998 arrangerades i backen. 
I många år var jultävlingen (Das Weihnachtsspringen) en tradition, men 2006 var backen i så dåligt skick att den 95:e jultävlingen inställdes. Olympiaschanze stängdes 2006, men planer om ombyggnad av backen finns.

## Backrekord
Harry Glass från Östtyskland hade backrekordet 1963 då han hoppade 73,5 meter. Sista backrekordet i backen sattes av Thomas Thurnbichler från Österrike då han hoppade 105,5 meter i en FIS-tävling 21 mars 2004.

## Viktiga tävlingar
| Datum            | Vinnare                                                         | Andra plats                                                              | Tredje plats                                                        | Tävling               |
| ---------------- | --------------------------------------------------------------- | ------------------------------------------------------------------------ | ------------------------------------------------------------------- | --------------------- |
| 18 februari 1928 | Alf Andersen, Norge                                             | Sigmund Ruud, Norge                                                      | Rudolf Burkert, Tjeckoslovakien                                     | Olympiska spelen 1928 |
| 7 februari 1948  | Petter Hugsted, Norge                                           | Birger Ruud, Norge                                                       | Thorleif Schjelderup, Norge                                         | Olympiska spelen 1948 |
| 27 februari 1980 | Roger Ruud, Norge                                               | Johan Sætre, Norge                                                       | Robert Mösching, Schweiz                                            | Världscup             |
| 21 januari 1981  | Hubert Neuper, Österrike                                        | Roger Ruud, Norge                                                        | Österrike Armin Kogler, Österrike                                   | Världscup             |
| 27 januari 1982  | Armin Kogler, Österrike                                         | Josef Samek, Tjeckoslovakien                                             | Hansjörg Sumi, Schweiz                                              | Världscup             |
| 26 januari 1983  | Horst Bulau, Kanada                                             | Per Bergerud, Norge                                                      | Pentti Kokkonen, Finland                                            | Världscup             |
| 13 februari 1985 | Ernst Vettori, Österrike                                        | Matti Nykänen, Finland                                                   | DDR Jens Weissflog, Östtyskland                                     | Världscup             |
| 19 februari 1986 | Rolf Åge Berg, Norge                                            | Andreas Felder, Österrike                                                | Miran Tepeš, Jugoslavien                                            | Världscup             |
| 20 januari 1988  | Matti Nykänen, Finland                                          | Erik Johnsen, Norge                                                      | Remo Lederer, Östtyskland                                           | Världscup             |
| 7 februari 1990  | František Jež, Tjeckoslovakien                                  | Heinz Kuttin, Österrike                                                  | Ernst Vettori, Österrike                                            | Världscup             |
| 17 januari 1992  | Andreas Felder, Österrike                                       | Werner Rathmayr Österrike,                                               | Martin Höllwarth, Österrike                                         | Världscup             |
| 21 januari 1998  | Wolfgang Loitzl, Österrike                                      | Kazuhiro Nakamura, Japan                                                 | Matti Hautamäki, Finland                                            | Junior-VM             |
| 22 januari 1998  | Tyskland Frank Löffler Georg Späth Stefan Pieper Michael Wagner | Japan Homare Kishimoto Keita Umesaki Kazuki Nishishita Kazuhiro Nakamura | Finland Pekka Salminen Hannu Alakunnas Jani Mylläri Matti Hautamäki | Junior-VM, lagtävling |